# طائر الثرثار الجبلي
طائر الثرثار الجبلي (الاسم العلمي: Turdus helleri) هو طائر ينتمي إلى فصيلة البهدليات، ويُعتبر من الأنواع النادرة والمهددة بالانقراض بشكل حاد، حيث يقتصر وجوده جغرافيًا على تلال تايتا في كينيا. يعيش هذا الطائر في الغابات الرطبة الجبلية التي تتميز بتنوع نباتي كبير، ويُعد مؤشرًا حيويًا على الحالة البيئية والصحية للنظام البيئي في المناطق التي يسكنها.

## الموطن والتوزيع
يفضل طائر الثرثار الجبلي الموائل ذات الغطاء النباتي الكثيف والمرطب، ويقتصر انتشاره على مناطق محمية أو شبه محمية داخل جبال تايتا، والتي تُعد من البيئات الجبلية الفريدة. وقد أظهرت الدراسات أن فقدان الغابات وقطع الأشجار على نطاق واسع يشكلان التهديد الأكبر لاستمرارية النوع، حيث تقلصت مساحات الموائل الصالحة بشكل ملحوظ، مما يضغط على وجود هذا الطائر ويؤثر على قدرته على التكيف.

## السلوك والتكاثر
تشير الأبحاث إلى أن نجاح التعشيش لطائر الثرثار الجبلي يختلف تبعًا لحجم وجودة الموائل المتبقية. فقد تم ملاحظة معدلات تعشيش مرتفعة نسبيًا في القطع الصغيرة والمتدهورة من الغابات، وهو أمر قد يعزى إلى انخفاض معدلات المفترسات في هذه البيئات. مع ذلك، يبقى الحفاظ على الموائل الطبيعية وجودتها أمرًا ضروريًا لاستدامة أعداد هذا الطائر، خاصة أن جودة الموائل تؤثر بشكل مباشر على فرص التفريخ والنجاح في تربية الصغار. يتغذى طائر الثرثار الجبلي بشكل عام على الحشرات والديدان والفواكه، وهي غذاء شائع لمعظم أنواع جنس سمنة (طائر)، مما يوفر له الطاقة اللازمة لنشاطه اليومي ومرحلة التكاثر.

## التحديات والحفاظ على النوع
يواجه طائر الثرثار الجبلي العديد من التحديات، أبرزها فقدان الموائل الطبيعية بسبب قطع الأشجار والتوسع الزراعي غير المنظم في تلال تايتا، مما يقلص بشكل كبير المساحات المتاحة له. كما أظهرت دراسات جينية انحرافًا ملحوظًا في نسبة الجنس بين أفراد النوع، حيث تميل النسبة لصالح الإناث، وهذا الاختلال قد يحد من فرص التكاثر ويزيد من خطر الانقراض. 
كما تشير دراسات التماثل المتغير إلى وجود ضغوط بيئية وجينية تؤثر على لياقة الطيور، وتعد مؤشراً مبكراً على تدهور الحالة البيئية للمناطق التي يعيش فيها الطائر.

كما استخدمت نماذج توزيع الموائل مثل MaxEnt لتقييم صلاحية الغابات الأصلية لاستضافة طائر الثرثار الجبلي، وأظهرت النتائج أن أقل من 7% فقط من مساحة الغابات المتبقية مناسبة لاستمرار وجود النوع، مما يؤكد حاجة ملحة لتعزيز برامج الحفظ. من التوصيات المهمة حماية الغابات المتبقية، مراقبة التنوع الجيني للسكان، وتنفيذ حملات توعية مجتمعية بأهمية الحفاظ على هذا الطائر الفريد.